# Charlottenburg-Nord
Charlottenburg-Nord er en bydel (tysk: Ortsteil) i Charlottenburg-Wilmersdorf-distriktet (tysk: Bezirk) i Berlin, Tyskland. Charlottenburg-Nord har et areal på 6,20 km2 og et befolkningstal på 19.422 (2020). Bydelen har dermed en befolkningstæthed på 3.133 indbyggere pr. km2.
Charlottenburg-Nord har bydelsnummeret 0406.
52°32′20″N 13°17′35″Ø / 52.5389°N 13.2931°Ø